# Гастон (Індіана)
Гастон (англ. Gaston) — місто (англ. town) в США, в окрузі Делавер штату Індіана. Населення — 796 осіб (2020).

## Географія
Гастон розташований за координатами 40°18′50″ пн. ш. 85°30′3″ зх. д. / 40.31389° пн. ш. 85.50083° зх. д. (40.313785, -85.500860).  За даними Бюро перепису населення США в 2010 році місто мало площу 0,91 км², уся площа — суходіл.

## Демографія
Згідно з переписом 2010 року, у місті мешкала 871 особа в 331 домогосподарстві у складі 230 родин. Густота населення становила 959 осіб/км².  Було 392 помешкання (432/км²).
Расовий склад населення:
| - 97,0 % — білих - 0,1 % — чорних або афроамериканців - 0,1 % — азіатів |

До двох чи більше рас належало 2,2 %. Частка іспаномовних становила 2,9 % від усіх жителів.
За віковим діапазоном населення розподілялося таким чином: 29,6 % — особи молодші 18 років, 60,1 % — особи у віці 18—64 років, 10,3 % — особи у віці 65 років та старші. Медіана віку мешканця становила 34,4 року. На 100 осіб жіночої статі у місті припадало 92,3 чоловіків;  на 100 жінок у віці від 18 років та старших — 89,2 чоловіків також старших 18 років.
Середній дохід на одне домашнє господарство  становив 48 480 доларів США (медіана — 40 240), а середній дохід на одну сім'ю — 56 229 доларів (медіана — 45 000). За межею бідності перебувало 18,0 % осіб, у тому числі 26,8 % дітей у віці до 18 років та 6,4 % осіб у віці 65 років та старших.
Цивільне працевлаштоване населення становило 442 особи. Основні галузі зайнятості: освіта, охорона здоров'я та соціальна допомога — 30,1 %, роздрібна торгівля — 17,9 %, виробництво — 13,8 %.